# Winny Brodt-Brown
Winny Brodt-Brown (née le 18 février 1978 à Roseville au Minnesota) est une joueuse américaine de hockey sur glace. Elle évolue à la position de défenseure. Elle remporte la coupe Isobel avec le Whitecaps du Minnesota pour la saison 2018-2019.

## Biographie
Brodt-Brown commence à jouer au hockey sur glace comme défenseure malgré sa petite taille. Ceci est dû à sa facilité pour patiner à reculons après avoir pratiqué le patinage artistique durant sa jeunesse. Alors qu'elle est encore à l'école secondaire, Brodt-Brown devient la première lauréate du prix Ms. Hockey.
Brodt-Brown commence sa carrière universitaire avec les Wildcats du New Hampshire, avec qui elle remporte un championnat national. Cependant, elle est transférée après une saison pour les Golden Gophers du Minnesota. En 2000, elle remporte le premier championnat national des Golden Gophers. Durant cette campagne, elle remporte le titre de meilleure défenseure de la WCHA en plus d'être nommée sur la première équipe d'étoile. Elle est également nommée sur la liste initiale de 10 finalistes pour le trophée Patty-Kazmaier.
Cette saison lui permet d'intégrer l'équipe nationale avec qui elle reste deux saisons. Après une dernière saison avec le Minnesota, elle met un terme à sa carrière universitaire. Elle possède alors les records d'équipe pour les défenseures au niveau des buts, des assistances et des points. Elle tente sa chance pour faire l'équipe olympique en 1998, la première édition où les femmes participent, mais est retranchée avant la compétition. Cette même situation va se reproduire en 2002 et 2006.
En 2004, elle rejoint les nouvellement fondés Whitecaps du Minnesota, l'équipe que son père, Jack, a fondée avec Dwayne Schmidgall, père de Jenny Schmidgall-Potter, dans le but de donner une opportunité post-universitaire aux hockeyeuses. En 2009, après avoir remporté le titre de championnes de la WWHL, les Whitecaps se qualifient pour la première Coupe Clarkson. Elles sont alors défaites par les Stars de Montréal à Kingston malgré la présence d'Angela Ruggiero et Manon Rhéaume dans l'équipe. L'année suivante, les Whitecaps, encore championnes de la WWHL, créent la surprise en défaisant le Thunder de Brampton, championnes de la LCHF, pour s’emparer de la Coupe Clarkson. L'équipe est alors la première formation américaine a remporté la coupe. L'équipe participe encore à la compétition l'année suivante, mais l'effondrement de la WWHL en 2011 marque la fin des participations de l'équipe au tournoi. Brown-Brodt quitte alors le sport.
Brodt-Brown fait son retour avec l'équipe lorsque celle-ci intègre la LNHF. Avec cette équipe, elle remporte la coupe Isobel en 2019. Cette victoire est décrite comme symbolique puisque l'équipe, créée à l'origine pour permettre à Brodt-Brown d'avoir une carrière après l'université, remporte alors son premier trophée en tant qu'équipe professionnelle. Le symbole en est plus grand puisque c'est Brodt-Brown qui est la première à lever le trophée après la victoire.
Brodt-Brown est considérée comme étant la joueuse la plus emblématique de l'histoire des Whitecaps, ayant joué avec celle-ci depuis la conception de l'équipe et ayant été sa capitaine durant leur conquête de la coupe Isobel.

## Statistiques

### En club
| Saison    | Équipe                      | Ligue          |                            | Saison régulière           | Saison régulière           | Saison régulière           | Saison régulière           | Saison régulière           |                            | Séries éliminatoires       | Séries éliminatoires       | Séries éliminatoires       | Séries éliminatoires | Séries éliminatoires |
| Saison    | Équipe                      | Ligue          | PJ                         | B                          | A                          | Pts                        | Pun                        | PJ                         | B                          | A                          | Pts                        | Pun                        |                      |                      |
| 1995-1996 | Roseville High              | USHS-MN        | 30                         | 62                         | 61                         | 123                        |                            | -                          | -                          | -                          | -                          | -                          |                      |                      |
| 1997-1998 | Wildcats du New Hampshire   | AWCHA          | 39                         | 11                         | 23                         | 34                         |                            | -                          | -                          | -                          | -                          | -                          |                      |                      |
| 1998-1999 | Golden Gophers du Minnesota | AWCHA          | 23                         | 14                         | 31                         | 45                         | 12                         | -                          | -                          | -                          | -                          | -                          |                      |                      |
| 1999-2000 | Golden Gophers du Minnesota | AWCHA          | 28                         | 13                         | 37                         | 50                         | 26                         | -                          | -                          | -                          | -                          | -                          |                      |                      |
| 2000-2001 | États-Unis                  | Internationale | Statistiques indisponibles | Statistiques indisponibles | Statistiques indisponibles | Statistiques indisponibles | Statistiques indisponibles | Statistiques indisponibles | Statistiques indisponibles | Statistiques indisponibles | Statistiques indisponibles | Statistiques indisponibles |                      |                      |
| 2001-2002 | États-Unis                  | Internationale | Statistiques indisponibles | Statistiques indisponibles | Statistiques indisponibles | Statistiques indisponibles | Statistiques indisponibles | Statistiques indisponibles | Statistiques indisponibles | Statistiques indisponibles | Statistiques indisponibles | Statistiques indisponibles |                      |                      |
| 2002-2003 | Golden Gophers du Minnesota | AWCHA          | 34                         | 14                         | 25                         | 39                         | 22                         | -                          | -                          | -                          | -                          | -                          |                      |                      |
| 2004-2005 | Whitecaps du Minnesota      | WWHL           | 12                         | 2                          | 8                          | 10                         | 16                         | -                          | -                          | -                          | -                          | -                          |                      |                      |
| 2005-2006 | Whitecaps du Minnesota      | WWHL           | 8                          | 0                          | 3                          | 3                          | 16                         | -                          | -                          | -                          | -                          | -                          |                      |                      |
| 2006-2007 | Whitecaps du Minnesota      | WWHL           | 24                         | 5                          | 11                         | 16                         | 22                         | -                          | -                          | -                          | -                          | -                          |                      |                      |
| 2007-2008 | Whitecaps du Minnesota      | WWHL           | 19                         | 5                          | 5                          | 10                         | 14                         | -                          | -                          | -                          | -                          | -                          |                      |                      |
| 2008-2009 | Whitecaps du Minnesota      | WWHL           | 14                         | 1                          | 8                          | 9                          | 16                         | -                          | -                          | -                          | -                          | -                          |                      |                      |
| 2009-2010 | Whitecaps du Minnesota      | WWHL           | 12                         | 2                          | 8                          | 10                         | 4                          | -                          | -                          | -                          | -                          | -                          |                      |                      |
| 2010-2011 | Whitecaps du Minnesota      | WWHL           | 18                         | 7                          | 14                         | 21                         | 10                         | -                          | -                          | -                          | -                          | -                          |                      |                      |
| 2017-2018 | Whitecaps du Minnesota      | Ind. pro.      | Statistiques indisponibles | Statistiques indisponibles | Statistiques indisponibles | Statistiques indisponibles | Statistiques indisponibles | Statistiques indisponibles | Statistiques indisponibles | Statistiques indisponibles | Statistiques indisponibles | Statistiques indisponibles |                      |                      |
| 2018-2019 | Whitecaps du Minnesota      | LNHF           | 14                         | 0                          | 1                          | 1                          | 6                          | 2                          | 0                          | 0                          | 0                          | 0                          |                      |                      |
| 2019-2020 | Whitecaps du Minnesota      | LNHF           | 20                         | 0                          | 5                          | 5                          | 10                         | 1                          | 0                          | 0                          | 0                          | 0                          |                      |                      |
| 2020-2021 | Whitecaps du Minnesota      | LNHF           | 4                          | 1                          | 0                          | 1                          | 4                          | 2                          | 0                          | 2                          | 2                          | 2                          |                      |                      |
| 2021-2022 | Whitecaps du Minnesota      | PHF            | 11                         | 0                          | 0                          | 0                          | 4                          | 2                          | 0                          | 0                          | 0                          | 0                          |                      |                      |

### En équipe nationale
| Année | Équipe     | Compétition          |   | PJ | B | A | Pts | Pun               |  | Résultat |
| 2000  | États-Unis | Championnat du monde | 5 | 0  | 5 | 5 | 0   | Médaille d'argent |  |          |
| 2001  | États-Unis | Championnat du monde | 5 | 0  | 0 | 0 | 6   | Médaille d'argent |  |          |

## Vie personnelle
Durant son enfance, elle est la voisine de sa future entraineuse avec les Whitecaps: Ronda Curtin Engelhardt. Durant l'été, Brodt-Brown organise des camps d'entrainement visant à développer le hockey féminin au Minnesota. Celui-ci a vu la participation de futures vedettes du sport telles Lee Stecklein. En 2021, elle est admise au temple de la renommée des Golden Gophers du Minnesota.
Brodt-Brown a deux fils. Elle est issue d'une famille de hockey sur glace. Son frère, Vic, a joué pour les Huskies de St. Cloud State, l'équipe que sa sœur Kerry a entrainé. Sa nièce Hanna joue également pour l'équipe entre 2012 et 2016. Cette dernière est mariée au hockeyeur Ethan Prow ayant entre autres évolué pour les Sabres de Buffalo. Son autre sœur, Chelsey Rosenthal, a longtemps joué avec Winny sous les couleurs des Whitecaps, équipe créée puis dirigée par leur père. Son mari Justin Brown a joué pour les Huskies de Michigan Tech au début des années 2000 suivi d'un bref passage avec les Mallards de Quad City.